# 1930 en philosophie
Chronologie de la philosophie
- 1926
- 1927
- 1928
- 1929
- 1930
- 1931
- 1932
- 1933
- 1934

L’année 1930 a été marquée, en philosophie, par les événements suivants :

## Publications
- Malaise dans la civilisation, de Sigmund Freud.
- Les Principes de la mécanique quantique (en), de Paul Dirac.

## Naissances
- 8 mars : Ernst Tugendhat
- 12 mars : Kurt Flasch
- 9 avril : Nathaniel Branden
- 12 avril : Bryan Magee
- 3 mai : Luce Irigaray
- 13 juin : Paul Veyne
- 11 juillet : Harold Bloom
- 15 juillet : Jacques Derrida
- 1er août : Pierre Bourdieu
- 14 septembre : Allan Bloom
- 28 septembre : Immanuel Wallerstein